# Hirvineva (sumpmark, lat 64,03, long 24,87)
Hirvineva är en sumpmark i Finland. Den ligger i Ylivieska i landskapet Norra Österbotten, i den centrala delen av landet, 400 km norr om huvudstaden Helsingfors.